# Kuruş
El kuruş ([ku'ɾuʃ] (del turco otomano: قروش ‘kurûş, —lar’) es una subunidad monetaria turca, que equivale a la centésima parte de una lira turca. 
En el Imperio otomano, el kuruş (o piastra) era la unidad monetaria estándar. Al principio era una gran moneda de plata, pero a mediados del siglo XIX su valor había disminuido hasta tal punto que circulaba bien como una moneda grande de cobre (como 40 para), bien como una moneda muy pequeña de plata. Posteriormente, pasó a ser la subunidad de la lira de oro turca.
Debido a la inflación crónica que hubo en Turquía, el kuruş desapareció por completo a finales del siglo XX. Una reforma monetaria que tuvo lugar en enero de 2005 dio lugar a la entrada en vigor del nuevo kuruş como subunidad de la nueva lira turca.

## Actual kuruş

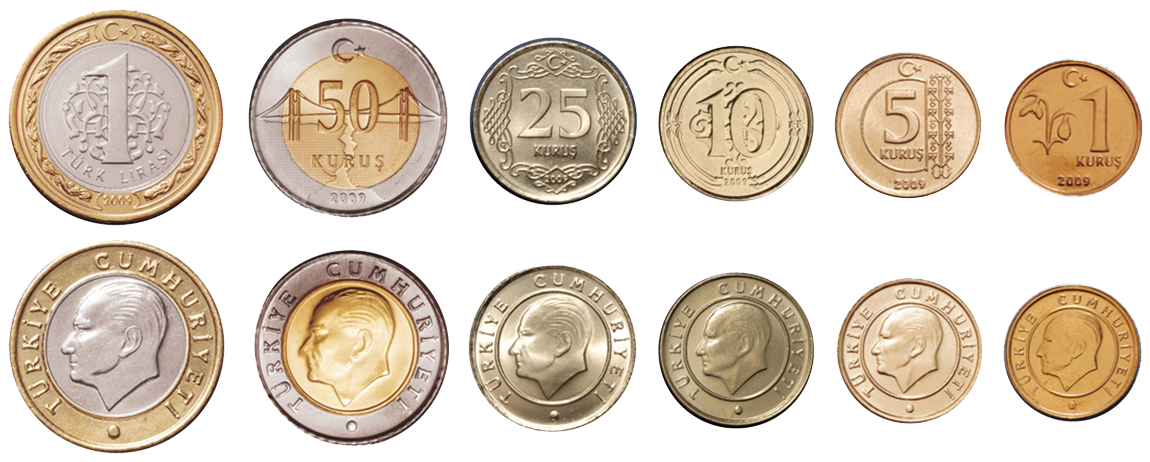
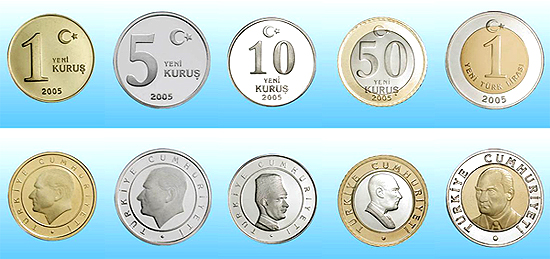